# 奇巌城
奇巌城（きがんじょう、「奇岩城」とも、原題：L'Aiguille creuse）は、モーリス・ルブランのアルセーヌ・ルパンシリーズの一篇。1909年発表。

## 概要
ルパンシリーズの単行本第3冊目（「戯曲アルセール・ルパン」の小説化「ルパンの冒険」を計上すると4冊目）にして、初の長編（1冊目は短編集、2冊目は中編2本）。ルパンが過去3本の短・中編で対決してきたライバル探偵エルロック・ショルメ（邦訳ではシャーロック・ホームズ）との、最後の直接対決でもある。
原題を直訳すると『空洞の針』ないし『空ろの針』などとなる。「奇巌城」とは日本で最初にルパン全集を訳した保篠龍緒による訳題（1929年刊『ルパン全集 : 怪奇探偵 第1巻』所収『奇巌城』）で、以後ほぼすべての邦訳で用いられている（例外的に『怪盗ルパンの冒険 : 名探偵イジドール』のタイトルで出版されたこともある）。
探偵エルロック・ショルメや、高校生探偵イジドール・ボートルレ（この作品にのみ登場する）、ガニマール警部などとの激しい知力合戦が繰り広げられる。
ルブランはレオポルド・マルシャンと共同で、『奇岩城』を4幕の戯曲に脚色する作業を進めていたが、これは実現しなかった。
ルブランの最初の公開作品（1890年3月15日、Revue illustrée）であり、エトルタを舞台にした短編「救助（Le Sauvetage）」でも、すでに奇岩の事が"aiguille"と記されている。

## あらすじ
ノルマンディーのジェーブル伯爵邸で、殺人事件と絵画の盗難事件が発生した。事件には、すでに伝説的怪盗として名を馳せていたアルセーヌ・ルパンの影があった。高校生探偵イジドール・ボートルレは次々に謎を解き、ルパンの足取りを突き止めてゆく。フランス王家の財宝やガニマール警部、イギリス人探偵エルロック・ショルメも絡み、事件は次第に壮大な全貌を見せはじめる。

## 作品内の暗号
ボートルレは数字を母音に、カンマを子音に置き換え、5行目からAiguille creuse（エギーユ・クルーズ）という単語を導き出し、クルーズ県のエギュイユ城からレイモンド嬢と父親を助け出すが、これはルパンのそしてルイ14世による策略に見事に引っかかる結果となってしまった。最終的にボートルレはすべてを読み解く。なお、4行目の暗号はまったく異質のものである。

## ルパンシリーズにおける意義
この作品で、ルパンはその難攻不落の隠れ家にして資金源でもある「エイギュイユ・クルーズ」（空洞の針）から追い出されることになる。『エイギュイユ・クルーズの事を考慮に入れない限り、ルパンは全く不可解な存在になり、伝説中の人物、現実離れのした伝奇物語中の主人公になってしまう。しかし、このとてつもない秘密を知っていたとしても、ルパンは、実はごく普通の人間なのだ。ただこの途方もない武器を、極めて巧みに使う術を知っているだけなのだ』（以上、「奇巌城」から抜粋）と言うように、エイギュイユ・クルーズは、初期のルパンの活躍における、力の源泉であったことが明かされる。
この物語の核心となる謎は、後の作品「カリオストロ伯爵夫人」で語られる、マリー・アントワネットの口から語られカリオストロ伯爵が追い求めていたと言う「カリオストロ4つの謎」のうちの一つである。

## ホームズとショルメ
ルブランは短編「遅かりしシャーロック・ホームズ」の雑誌発表時、当時大人気を博していた英国の小説家アーサー・コナン・ドイルの探偵小説の主人公シャーロック・ホームズの名前をそのまま使って登場させ、ルパンと対決させた。しかしルブランは、以降の作品ではこのキャラクターをホームズとは別人ということにし、アナグラムを用いてエルロック・ショルメ (Herlock Sholmès) という名前に変え、キャラクター付けも明確に変えたオリジナル・キャラクター（正確にはパロディー・キャラクター）として構築している。「遅かりし」も、単行本（「怪盗紳士ルパン」）では「ショルメ」と修正して収録された。
しかしながら、アナグラムからも容易にわかるように、ショルメがホームズを指すことは当時の作者及び読者の共通認識である。なお、日本では古くから「エルロック・ショルメ」は「シャーロック・ホームズ」と改変して訳す慣習となっている（原文では、アナグラムから容易にショルメ＝ホームズであると連想できるのに対し、日本語訳でそのままエルロック・ショルメとすると、ショルメ＝ホームズとの連想が成立しにくいため）。
菊池寛訳の『奇巌城　アルセーヌ・ルパン』（1928年）では、「ヘルロック・ショルムス」としている（外部リンク『奇巌城　アルセーヌ・ルパン』「三　惨死体　美少年の重傷」参照）。
森田崇の漫画作品「アバンチュリエ」では、ショルメの英語読み「ハーロック・ショームズ」で登場しているが、長身、鷲鼻、インバネスコートに鹿撃帽など、それとわかる特徴が強調されている。

## ルブランとルルー
ルブランが、本作にルルーの『黄色い部屋の秘密』などに登場するルールタビーユを思わせる、少年探偵ボートルレを登場させたことから、ルブランとルルーの関係は、一時期、かなり険悪なモノになった。

## 舞台

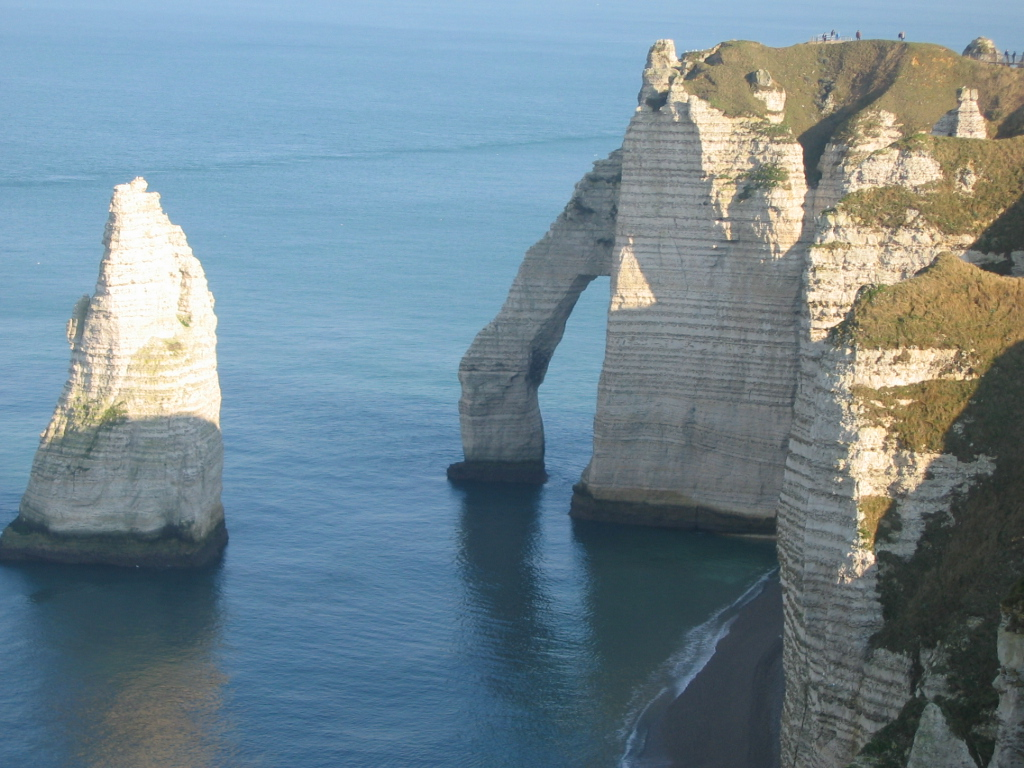
エトルタの海岸。左の針状の大きな岩が「エギーユ・クルーズ」のモデル

フランス・ノルマンディーのコー地方。ルーアン、ル・アーブル、ディエップを結ぶ三角地帯が中心。ここは原作者のモーリス・ルブランが生まれた地でもあり、晩年をも過ごしたルブラン最愛の地である。
エギーユ・クルーズのモデルとなった大針岩はエトルタの海岸に実在している。またこのエトルタの海岸は、同シリーズの「カリオストロ伯爵夫人」や、「八点鐘」の一編「テレーズとジェルメーヌ」の舞台でもある。これはクロード・モネの絵の題材にもなった有名な岸壁である。その頂上に登ると崖の内部に潜れるようになっており、『奇巌城』で出てきた暗号がそのまま金属プレートで掲示されている。またエトルタには彼の住居を基にしたモーリス・ルブラン記念館、通称「アルセーヌ・ルパンの隠れ家（Le Clos Lupin）」がある（同名のレストランもあるので要注意）。

## 映画『ルパンの奇巌城』
『ルパンの奇巌城』は、2011年公開の日本映画。舞台を現代の日本にアレンジしたミステリー映画。
監督は秋原正俊。主演は声優の山寺宏一で、七色の声を駆使してルパンを演じている。ロケ地は弘前市と八戸市のほか、岡山市、高梁市など全国各地で撮影された。

### ストーリー
大富豪の面河家秘書が殺害された事件。事件の鍵を握る一人娘のジュンコと使用人のレイナだがその証言は食い違っていた。そこに現れた女子大生探偵伊地知宏美は、次々と謎を解き始め次第に事件の真相に近づき、犯人がアルセーヌ・ルパンであると断定し彼の遺体も発見されるが、その伊地知の元にルパンからの挑戦状が届く。

### キャスト
アルセーヌ・ルパン - 山寺宏一
事件の犯人と思われる怪盗。しかし彼の死体が発見される。
伊地知宏美 - 岩田さゆり
ルパンに挑む女子大生探偵。
佐々部教授 - ウド鈴木
八戸大学教授。歴史に詳しく、古地図収集家でもある。
志鷹 - 増田英彦
元弘前城管理人。城の鍵を伊地知に渡す。
糸魚川警部 - 初嶺麿代
冷静沈着な女性刑事。
江戸川刑事 - 浪川大輔
柿田川の部下の新米刑事。
面河ジュンコ - 西川風花
面河家一人娘。
佐智子 - 末永遥
柿田川が常連になっている喫茶店の店員。
山鹿 - 松本梨香
案内人として現れた岡山の町の人。ルパンの手下。
レイナ - 黒川芽以
面河家の使用人。
柿田川警部 - 松田洋治
伊地知と共に謎に挑む敏腕刑事。
准教授 - 佐久間未帆

藤井 - 百香

城の内まゆみ - 今村祈履

面河十伍
面河家家主。
佐久山
面河家秘書で殺害された被害者。

### スタッフ
- 原作 - モーリス・ルブラン
- 監督 - 秋原正俊
- 翻訳 - 菊池寛
- 製作・配給 - カエルカフェ

## 翻案作品
日本では保篠龍緒訳（1918年）以前に三津木春影による翻案作品『大宝窟王』（中興館、1912年 - 1913年）が発刊されている（外部リンク参照）。本作は舞台はフランスだが、登場人物の氏名は日本的な氏名に変更されている。

## その他のメディア展開

### 漫画
- 『奇巌城』（作画：小坂靖博、ルパン全集2、トモブック社、1958年）[8]
- 『奇岩城』（作画：永井豪・安田達矢・ダイナミック・プロダクション、劇画・怪盗ルパンシリーズ1、小学館、1984年、ISBN 4-09-203001-0）[9][10]
- 『奇巌城』（作画：森田崇、怪盗ルパン伝 アバンチュリエ3-5、小学館クリエイティブ、2014年 - 2016年）[11][12][13]

### 朗読劇
- 『ラヴシーン11　奇岩城～ルパンが愛した女～』（演出：河毛俊作、2007年）[14]